# Fighter & Attacker
Fighter & Attacker (titolo originale Giapponese: F/A) è un videogioco arcade del genere sparatutto verticale pubblicato da Namco nel 1992 per Namco NA-1.
A differenza di molti sparatutto a scorrimento verticale, che limitano il giocatore ad un singolo veicolo senza possibilità di sceglierne un altro; Fighter & Attacker permette al giocatore di scegliere da uno squadrone di 16 diversi aerei da combattimento delle forze aeree di molti paesi diversi. Le armi, le armi secondarie e la quantità di munizioni differiscono da jet a jet, l'F-117A è considerato il jet da combattimento con migliore quantità di successo.